# پلوران
پلوران (به انگلیسی: Pleuran) با فرمول شیمیایی (C۶H۱۰O۵)x یک ترکیب شیمیایی است. که جرم مولی آن متغیر می‌باشد. 